# Johanna von Puttkamer
Johanna Friederike Charlotte Dorothea Eleonore, Fürstin von Bismarck, nata von Puttkamer (Viartlum, 11 aprile 1824 – Varzin, 27 novembre 1894) fu la moglie di Otto von Bismarck.

## Biografia

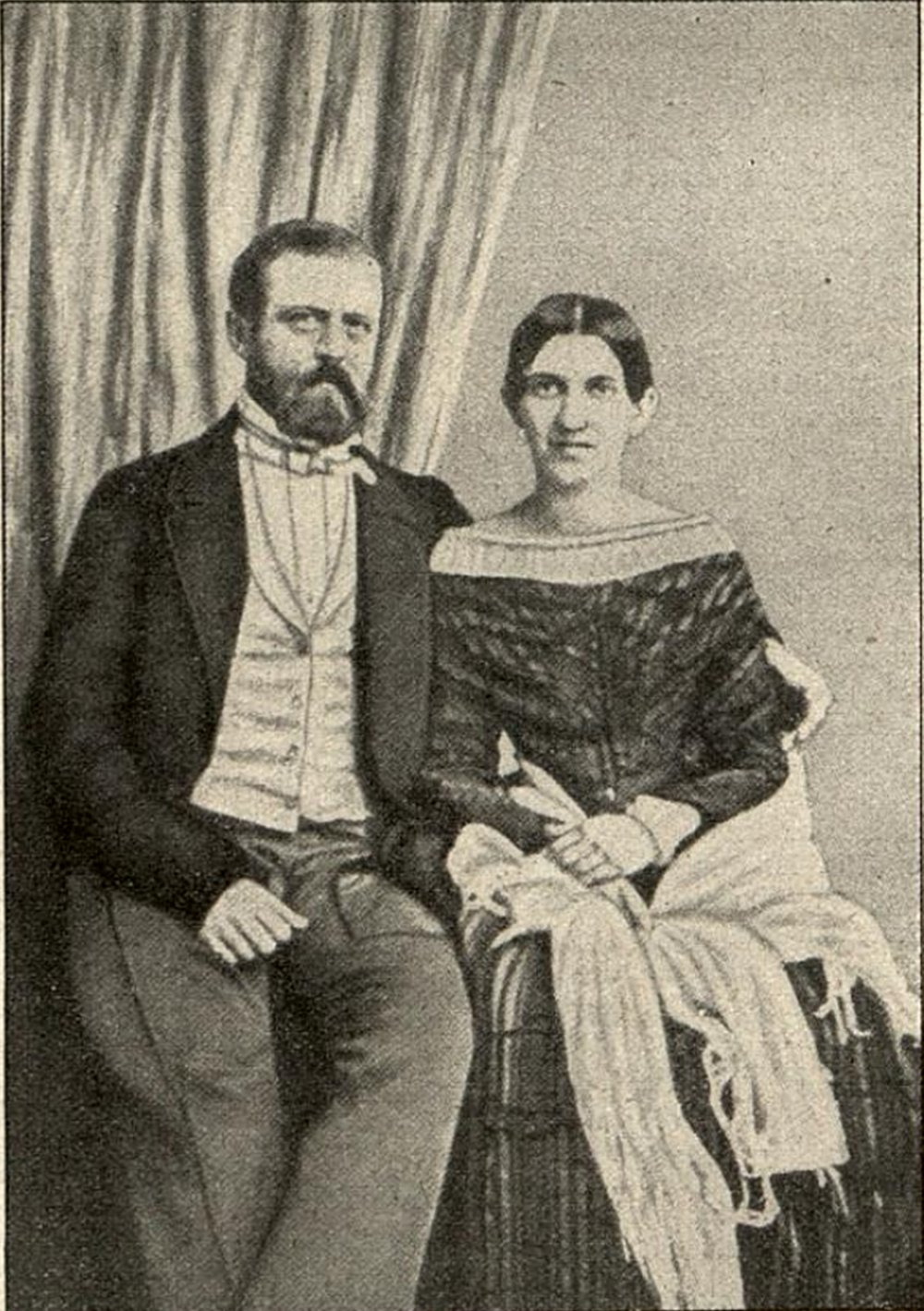
Otto e Johanna von Bismarck come coppia di giovani sposi

Puttkamer crebbe in una casa e in un ambiente protestante con un'influenza molto pietista. I suoi genitori Heinrich von Puttkamer (27 settembre 1789 a Viartlum - 3 novembre 1871 a Reinfeld) e Luitgarde Agnese von Glasenapp (17 ottobre 1799 a Gramenz - 5 settembre 1863 a Reinfeld) si sposarono il 1º dicembre 1819 a Gramenz.

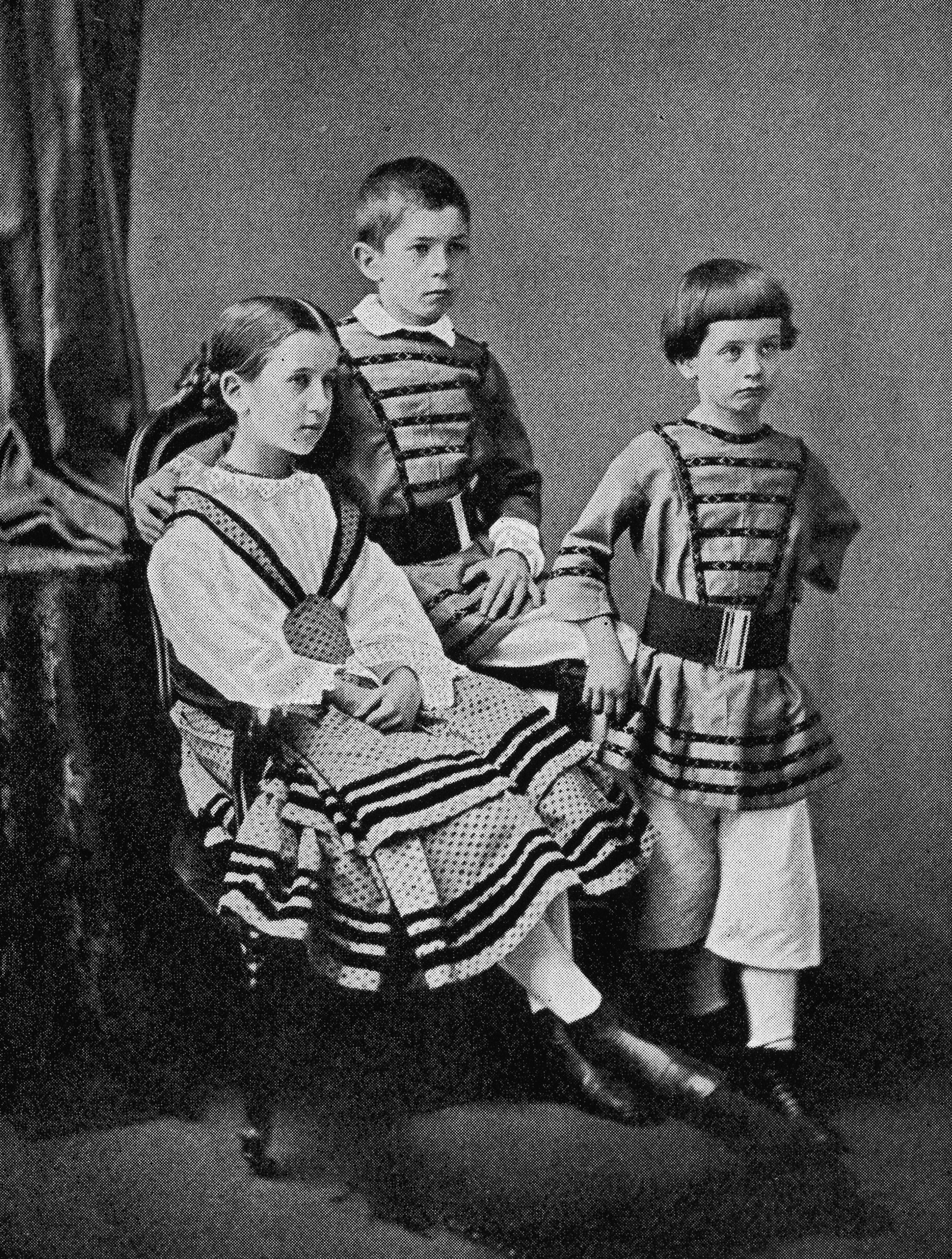
Marie, Herbert e Wilhelm von Bismarck (1855 circa)

Il 21 dicembre 1846, Otto von Bismarck chiese al padre di Johanna la mano della figlia con una lettera abile dal punto di vista diplomatico e retorico. Il matrimonio ebbe luogo il 28 luglio 1847 a Reinfeld, un anno dopo diede alla luce la prima figlia, Marie (21 agosto 1848 - 8 febbraio 1926; che sposò nel 1878 il conte Kuno zu Rantzau), nel dicembre 1849 il loro secondo figlio, Herbert, e nel 1852 il loro terzo figlio, Wilhelm.

Dopo la morte della principessa, Bismarck ordinò che la sua consorte fosse sepolta nel luogo della sua morte, dove la coppia aveva trascorso molte estati e inverni. Una casetta in giardino, che era stata il luogo preferito della principessa, fu trasformata in una semplice cappella funeraria e qui fu deposta la bara:
(Articolo della Neue Freie Presse del 30 novembre 1894)
Solo dopo la morte del marito la sua salma fu trasferita da Varzin a Friedrichsruh il 14 marzo 1899. Lì la coppia fu sepolta insieme nel mausoleo di Bismarck il 16 marzo.

## Importanza

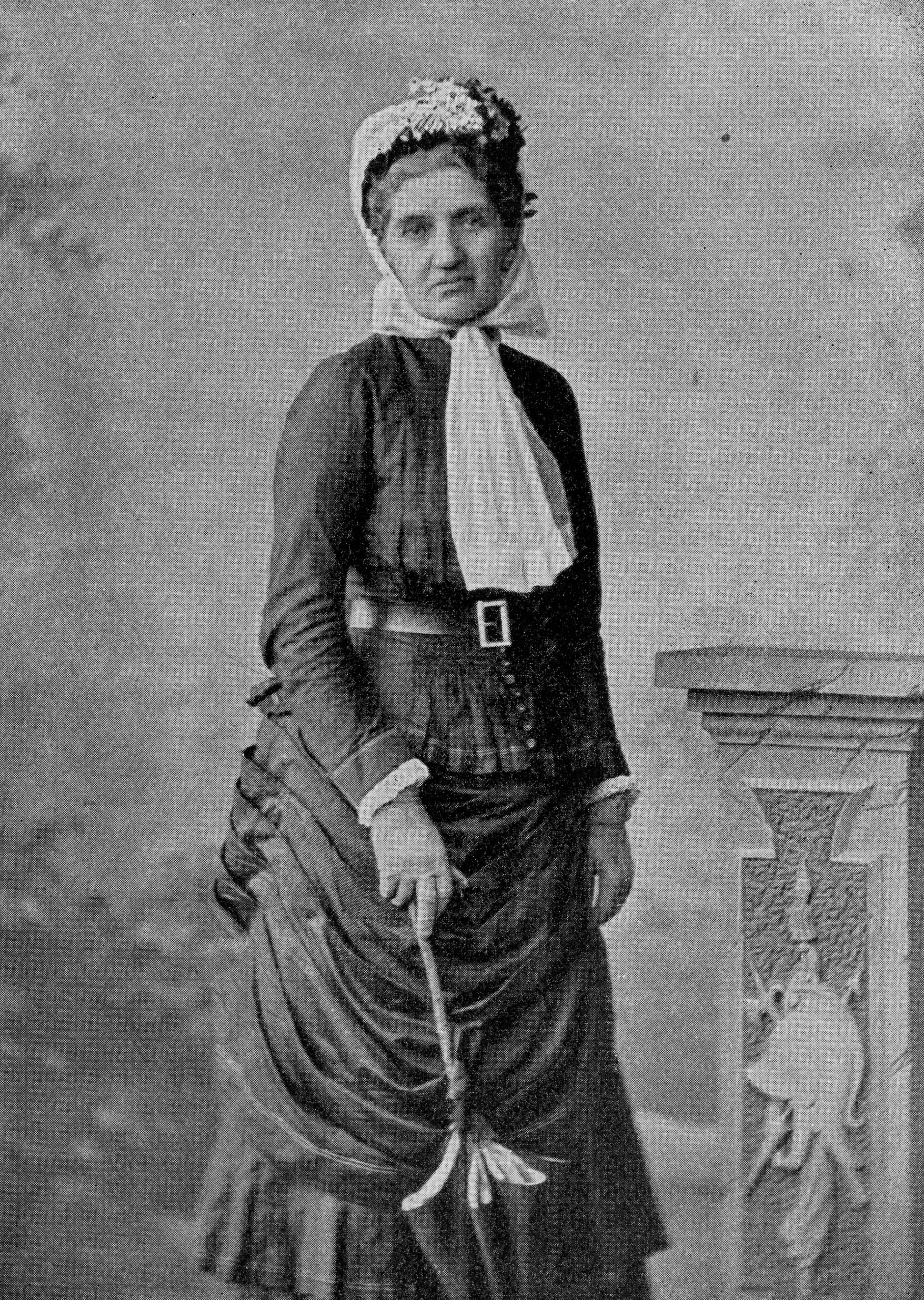
Johanna von Bismarck (1885)

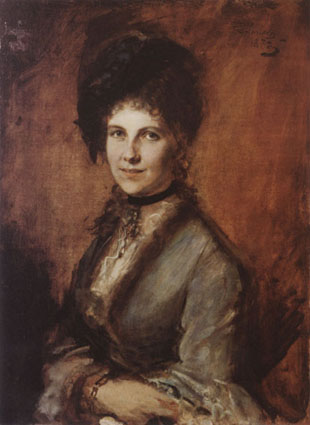
Marie von Schleinitz, la "rivale" di Johanna von Bismarck

Secondo le fonti, la vita della Puttkamer fu sempre "sotto il segno della Bibbia", in generale della fede cristiana e dei suoi insegnamenti, e fu membro della Chiesa evangelica luterana in Prussia. Nella tendenziosa rappresentazione letteraria dopo il matrimonio con Otto von Bismarck nel 1847, fu sempre la "figlia amorevole e adorante dei suoi genitori, moglie abnegata di suo marito e madre fedele dei suoi figli".
Egli ebbe un ruolo importante nella vita del marito Otto von Bismarck, come dimostrano le seguenti citazioni di Bismarck in Bismarck - Der weiße Revolutionär di Lothar Gall:
Bismarck in occasione del suo matrimonio in una lettera al fratello:
Negli anni successivi, Bismarck si riferì ripetutamente alla moglie come alla sua "ancora sul lato buono della riva" e una volta aggiunse: "Se lacrima, Dio abbia pietà della mia anima".
Il ruolo sociale della moglie di Bismarck merita ancora oggi attenzione anche se non è rimasto incontrastato durante la sua vita: a corte, ad esempio, era in rivalità con la contessa Schleinitz, moglie del ministro della Casa reale Alexander von Schleinitz, critica nei confronti di Bismarck e che rappresentava efficacemente l'opposizione liberal-aristocratica a Bismarck come salonière e "grande dame".

## Onorificenze
Johannaplatz a Berlino-Grunewald porta il suo nome.

## Opere
- Briefe an ihren Sohn Wilhelm und ihre Schwägerin Malwine von Arnim-Kröchlendorff geb. von Bismarck. Berlin 1924